# Proiettile incendiario

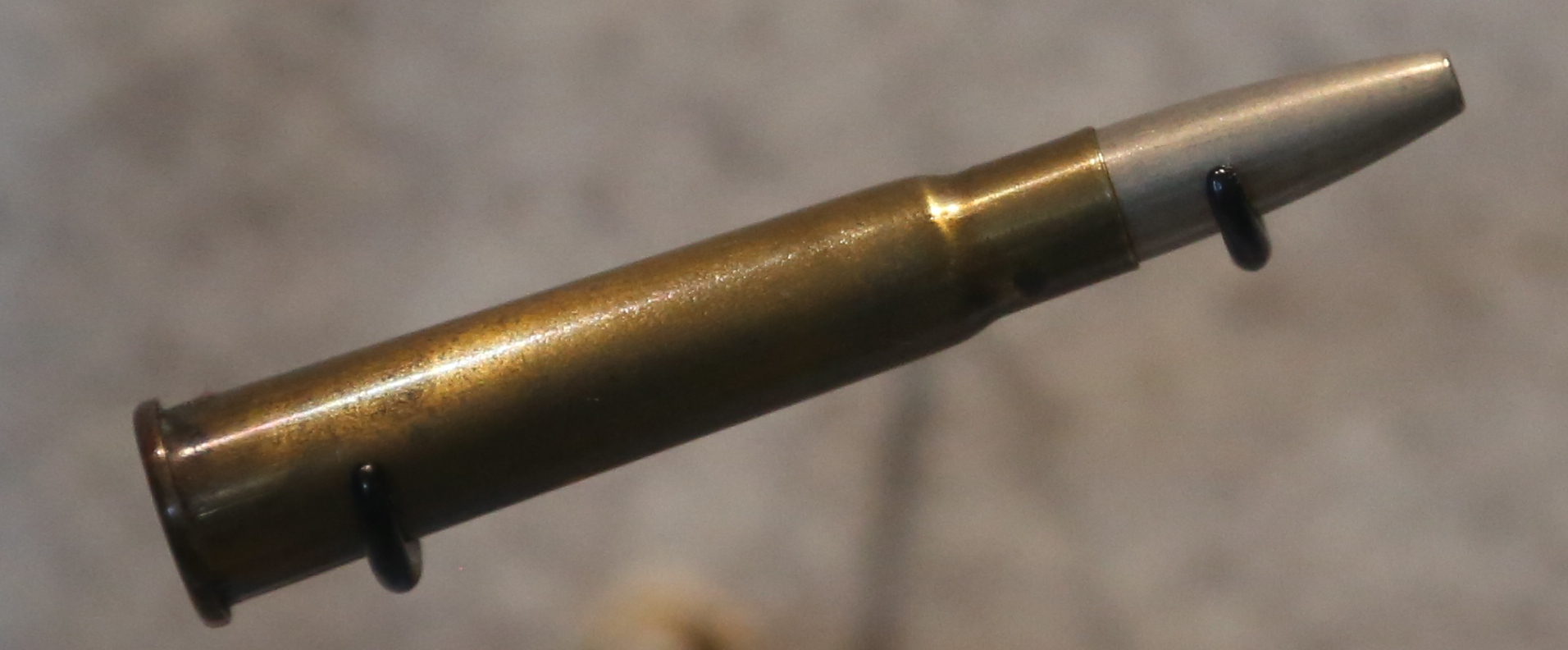
Una pallottola incendiaria Buckingham della prima guerra mondiale

Un proiettile incendiario è un tipo di munizione per armi da fuoco contenente un composto che brucia rapidamente e causa incendi.

## Prima guerra mondiale

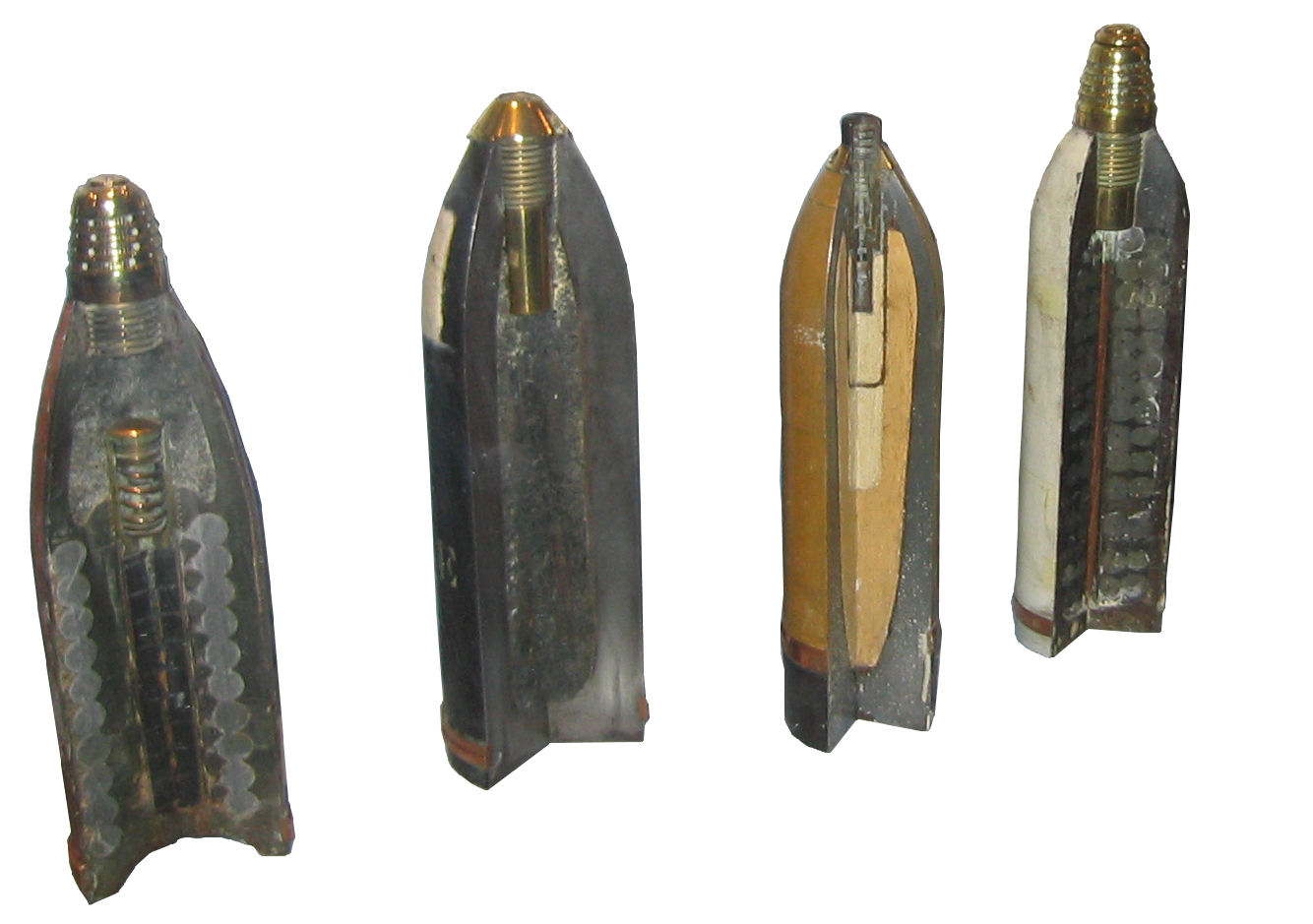
Alcune granate sezionate della prima guerra mondiale. Da sinistra a destra: granata a frammentazione da 90 mm; granata incendiaria in ghisa 120 mm, modello 77/14; granata esplosiva da 75 mm; granata a frammentazione modello 16-75 mm

La prima volta che le munizioni incendiarie furono ampiamente utilizzate fu nella prima guerra mondiale. All'epoca il fosforo era l'ingrediente principale della carica incendiaria e si accendeva nel momento dello sparo, lasciando una scia di fumo blu. Per questo motivo queste prime forme erano conosciute anche come "traccianti a fumo". Sebbene mortale, la portata effettiva di questi proiettili era di soli 350 iarde (320 m), visto che la carica di fosforo bruciava rapidamente. I proiettili incendiari conosciuti come "Buckingham" furono forniti ai primi combattenti notturni britannici per essere usati contro gli zeppelin militari che minacciavano le isole britanniche. L'idrogeno (infiammabile) degli zeppelin rendeva i proiettili incendiari molto più letali di quelli standard, che passavano semplicemente attraverso il rivestimento esterno senza accendere il gas. Allo stesso modo, sono state utilizzate munizioni incendiarie contro palloni di osservazione non rigidi. Il Royal Flying Corps proibì l'uso di munizioni incendiarie per il combattimento aria-aria con un altro velivolo, poiché il loro uso contro il personale fu inizialmente considerato una violazione della Dichiarazione di San Pietroburgo. Ai piloti fu permesso di schierarli solo contro gli zeppelin e palloni, e furono inoltre limitati a sparare al pallone contenente il gas piuttosto che all'equipaggio. Inoltre, è stato loro richiesto di portare ordini scritti su di loro quando ingaggiavano tali obiettivi.

## Seconda guerra mondiale
Durante la seconda guerra mondiale le pallottole incendiarie trovarono un nuovo uso: diventarono uno dei tipi preferiti di munizioni da usare nei caccia intercettori. Non erano altrettanto efficaci nel perforare i bombardieri nemici come proiettili perforanti, ma erano molto più efficaci dei proiettili standard perché potevano anche incendiare il carburante se venivano a contatto con un serbatoio di carburante o una tubazione.
L'inventore belga de Wilde, che viveva in Svizzera, inventò un nuovo proiettile nel 1938. Nel dicembre di quell'anno lo Air Ministry britannico acquistò il progetto. Tuttavia, poiché il proiettile doveva essere fatto a mano piuttosto che prodotto in serie, il maggiore C. Aubrey Dixon del Royal Arsenal britannico di Woolwich sviluppò un proiettile notevolmente migliorato con capacità incendiarie simili. Questo fu adottato dalle forze britanniche come il .303 Incendiario B Mark VI. Per ragioni di sicurezza e per confondere il nemico, inizialmente le si chiamavano munizioni "de Wilde", anche se il design era quasi completamente diverso dalla versione originale. Il proiettile incendiario di B Mark VI era riempito di nitrocellulosa ed una piccola sfera d'acciaio veniva posta nella punta del proiettile per assicurare che la sostanza chimica esplodesse all'impatto. A differenza dei precedenti progetti, il B Mark VI era una vera arma incendiaria piuttosto che un tracciante. Le pallottole incendiarie B Mark VI furono lanciate per la prima volta nel giugno del 1940 e testate a livello operativo nell'Hawker Hurricane e nel Supermarine Spitfire durante le battaglie aeree su Dunkirk. La potenza esplosiva, unita al flash all'impatto che guidava la loro mira, era molto apprezzata dai piloti. I proiettili erano inizialmente rari e, di conseguenza, un mix di AP, traccianti incendiari Mk IV e incendiari Mk VI sono stati utilizzati fino a quando la produzione non è aumentata a livelli sufficienti. Entro il 1942 il carico standard per le .303 era metà di AP e metà di incendiari.
Un pilota di caccia che è stato abbattuto da munizioni incendiarie mentre combatteva nella Battaglia d'Inghilterra descrive la sua esperienza:
Il proiettile britannico Mk VI è stato copiato dagli Stati Uniti in forma semplificata, sia per i proiettili per aeromobili da .30 che da .50. Gli inglesi adottarono quindi il design semplificato come il proiettile Mk VII.

## Oggi
I proiettili incendiari, in particolare quelli destinati alla penetrazione di corazze, sono più efficaci se esplodono dopo aver penetrato uno strato superficiale, in modo tale che esplodano all'interno del bersaglio, causando in tal modo più danni. Inoltre, bersagli con elettronica o computer a bordo possono essere danneggiati da frammenti metallici quando esplodono in superficie. L'accensione del composto incendiario è spesso ritardata in vari modi in modo che venga innescata dopo l'impatto.
Alcuni proiettili esplosivi, come proiettili esplosivi incendiari, contengono una carica incendiaria destinata all'accensione dell'esplosivo contenuto nella granata.
Sebbene non siano destinati a provocare incendi, i proiettili traccianti potrebbero avere un lieve effetto incendiario. Ciò è particolarmente pericoloso quando colpiscono sostanze infiammabili.